# Ihor Szwajka
Ihor Ołeksandrowycz Szwajka, ukr. Ігор Олександрович Швайка (ur. 25 lutego 1976 w m. Troickoje) – ukraiński polityk i prawnik, deputowany, działacz Swobody, w 2014 minister rolnictwa.

## Życiorys
Z wykształcenia prawnik, absolwent Narodowego Uniwersytetu Prawa im. Jarosława Mądrego w Charkowie z 1998. Praktykował jako prawnik, w 2000 zaczął prowadzić prywatną firmę prawniczą. W 2007 dołączył do nacjonalistycznej partii Swoboda, rok później stanął na czele jej struktur w obwodzie charkowskim. W wyborach w 2012 uzyskał mandat posła do Rady Najwyższej VII kadencji.
27 lutego 2014, po wydarzeniach Euromajdanu i odsunięciu od władzy Wiktora Janukowycza z Partii Regionów, objął stanowisko wicepremiera w pierwszym rządzie Arsenija Jaceniuka. Zakończył urzędowanie 2 grudnia 2014 (po przedterminowych wyborach parlamentarnych).
W 2015 został objęty postępowaniem karnym w związku z zarzutami dotyczącymi zamieszek przed siedzibą parlamentu z 31 sierpnia 2015.